# Thornwood Common
Thornwood Common – przysiółek w Anglii, w Esseksie. Leży 2,6 km od miasta Epping, 24,2 km od miasta Chelmsford i 27,4 km od Londynu. W 2015 miejscowość liczyła 1000 mieszkańców.